# 13 de enero
El 13 de enero es el 13.ᵉʳ (decimotercer) día del año en el calendario gregoriano. Quedan 352 días para finalizar el año (353 en los años bisiestos). El mejor día del año

## Acontecimientos
- 532: en Bizancio estalla la revuelta de Niká.
- 587: en España, Recaredo, rey visigodo hispánico, declara su adhesión y la de su familia a la fe católica.
- 1129: en Troyes, tuvo lugar el concilio donde se reconoció oficialmente a la Orden del Temple.
- 1435: el papa Eugenio IV promulga la bula Sicut Dudum, que prohíbe la esclavitud de los nativos de Guanche en las Islas Canarias por parte de los españoles, siempre que se hayan convertido al cristianismo.
- 1493: en la isla La Española tiene lugar el primer enfrentamiento bélico entre españoles (comandados por Colón) e indígenas caribes.
- 1532: en Sevilla, el rey firma una real cédula que prohíbe marcar a los indios americanos con hierros candentes.
- 1537: en Colombia, Sebastián de Belalcázar funda la aldea de Popayán.
- 1712: el Consejo de Castilla aprueba los estatutos del Monte de Piedad, redactados por el padre Francisco de Piquer y Rodilla.
- 1750: se firma el Tratado de Madrid, que anula el de Tordesillas, por el que se soluciona el problema con Portugal sobre los territorios en América.
- 1759: en Lisboa, son ajusticiados varios aristócratas acusados de complicidad en el atentado al rey José I.
- 1761: en el sur de la India, el Imperio maratha es derrotado en la Tercera batalla de Panipat frenando la expansión del mismo, previniendo la captura de Delhi y posteriormente, su fragmentación.
- 1776: en los Estados Unidos, George Washington, al frente de sus tropas, entra triunfante en Nueva York.
- 1787: en Austria se revocan las últimas leyes en contra de la brujería.
- 1815: durante la Guerra anglo-estadounidense, las tropas británicas capturan Fort Peter en St. Marys, Georgia, la única batalla de la guerra que tiene lugar en ese estado.
- 1825: en Cochabamba, el Alto Perú proclama su independencia con el nombre de República de Bolívar (después Bolivia).
- 1874: en España termina la insurrección cantonalista de Cartagena ante el bloqueo por mar y tierra de las fuerzas gubernamentales.
- 1881: en Perú, Batalla de San Juan y Chorrillos en la entrada de Lima, entre los ejércitos de Perú y Chile.
- 1898: en Francia, el escritor Émile Zola publica su famoso discurso contra el antisemitismo «Yo acuso» en el diario L'Aurore.
- 1904: Estados Unidos y China firman un tratado para abrir los puertos manchúes y la ciudad de Mukden al comercio extranjero.
- 1904: la provincia de Australia del Sur adopta su bandera.
- 1906: en la Ciudad de Panamá sucede un incendio en el barrio de Malambo.[1]
- 1908: en Buenos Aires (Argentina) se funda el Aero Club Argentino.
- 1908: el francés Henri Farman logra volar mil metros con un avión biplano, en un circuito cerrado.
- 1913: el papa Pío X prohíbe el pase de películas en las iglesias y los filmes de contenido religioso.
- 1914: México suspende pagos.
- 1915: un terremoto destruye por completo la ciudad de Avezzano (Italia) y provoca la muerte de casi 30 000 personas.
- 1916: Montenegro capitula después de las derrotas sufridas ante las fuerzas austro-húngaras.
- 1917: en el marco de la Primera Guerra Mundial, el primer ministro británico David Lloyd George, lanza el «empréstito de la victoria».
- 1920: en Alemania se declara el estado de excepción tras las manifestaciones organizadas frente al Reichstag en protesta contra la ley de comités sindicales.
- 1927: Alemania e Italia firman un acuerdo para la construcción de una autopista Hamburgo-Milán.
- 1927: descubrimiento del testamento ológrafo de Hernán Cortés.
- 1928: en Valencia se estrena la ópera Marianela, de Jaime Pahissa.
- 1930: Mickey Mouse debuta en las tiras cómicas.
- 1933: el Gobierno republicano español sofoca violentamente la rebelión obrera y libertaria iniciada tres días antes en Casas Viejas (Cádiz).
- 1935: el estado de Sarre, a través de un referéndum, decide reincorporarse a Alemania.
- 1936: el poeta español Miguel Hernández publica El rayo que no cesa.
- 1939: Hungría se adhiere al Pacto Antikomintern.
- 1939: en Victoria (Australia) suceden los incendios forestales del Viernes Negro, el peor desastre natural en la historia de Australia. Casi 20 000 km² de tierra fueron arrasados por las llamas, y murieron 71 personas. Fueron desatados por las altas temperaturas desde diciembre de 1938 hasta febrero de 1939, que mataron a 438 personas por golpe de calor.
- 1944: el gobierno español anuncia restricciones de energía eléctrica a partir del 15 de febrero.
- 1945: la aviación estadounidense comienza un ataque contra Saigón, Amoy y Hong Kong.
- 1946: en Venezuela se crea el comité de organización política electoral independiente (COPEI).
- 1946: el gobierno británico fija la cuota mensual de inmigración judía a Palestina en 10.500 personas.
- 1950: en la Unión Soviética se restablece la pena de muerte.
- 1955: España ingresa en la Organización para la Cooperación y el Desarrollo Económicos (OCDE).
- 1955: el dictador de Nicaragua, Anastasio Somoza, desafía al presidente democrático de Costa Rica, José Figueres, a resolver la disputa entre los dos países mediante un duelo a pistola.
- 1961: un equipo de médicos dirigido por el italiano Daniele Petrucci logra varias fecundaciones de óvulos humanos en una probeta.
- 1963: un comando militar asesina a Sylvanus Olympio, primer presidente de la República Togolesa.
- 1964: Fidel Castro efectúa un viaje sorpresa a la Unión Soviética.
- 1966: dos islas del Archipiélago Juan Fernández de Chile cambian de nombre (Robinson Crusoe, antes llamada Más a Tierra y Alejandro Selkirk, antes llamada Más Afuera).
- 1966: en los Estados Unidos ―en el marco de la segregación racial que asoló ese país hasta 1967―, Robert C. Weaver es nombrado secretario de Desarrollo Urbano, y se convierte en el primer afroestadounidense que accede al gabinete gubernamental de ese país.
- 1967: en Lima (Perú) se crea el distrito de San Juan de Lurigancho, que se separara definitivamente del distrito de Lurigancho-Chosica.
- 1967: un golpe de Estado derroca a Nicolas Grunitzky, segundo presidente de Togo.
- 1969: en Londres (Reino Unido), el grupo británico de rock The Beatles lanza el álbum Yellow Submarine.
- 1973: ejecutan en Marruecos a once oficiales de aviación implicados en el atentado contra el rey Hassan II.
- 1974: en Argentina se inaugura la primera central atómica de Latinoamérica, la central nuclear Atucha.
- 1984: en España, un paro afecta al 17.8 % de la población activa, la inflación se sitúa en el 12.2 % y el crecimiento, en el 2.1 %.
- 1985: un equipo de médicos franceses consigue cambiar la sangre de un feto por medio de una transfusión intrauterina.
- 1986: en España, el programa Buenos Días inaugura la televisión matinal.
- 1986: intento de golpe de Estado en Yemen del Sur da inicio a una cruenta guerra civil en dicho país.
- 1987: cerca del aeropuerto de Asmara (Etiopía) cincuenta y cuatro personas mueren al estrellarse un avión militar etíope.
- 1990: Douglas Wilder, de Virginia, se convierte en el primer gobernador negro en la historia de Estados Unidos
- 1991: en Vilna, el ejército soviético ataca a manifestantes independentistas lituanos, matando a 10 e hiriendo a otros 1000.
- 1991: en Portugal, el socialista Mário Soares es reelegido presidente tras obtener el 70.4 % de los votos.
- 1993: en París se firma un acuerdo para la prohibición de armas químicas.
- 1993: el Endeavour, del Programa del transbordador espacial de la NASA, es lanzado al espacio por tercera vez como parte de la misión STS-54 desde el Centro Espacial Kennedy.
- 1994: queda sofocado el segundo incendio en Australia (el primero fue el del 13 de enero de 1939), que en dos semanas causó la muerte de 4 personas, arrasó 880 hectáreas y destruyó 200 casas.
- 1994: en Burundi, Cyprien Ntaryamira es elegido nuevo presidente.
- 1995: en Bilbao, la banda terrorista ETA asesina a un policía.
- 1997: en Costa Rica, un total de 102 países en vías de desarrollo, miembros del Grupo de los 77 y China comienzan una reunión de tres días.
- 1998: el grupo español El Último de la Fila anuncia su definitiva disolución.
- 1998: Alfredo Ormando se prende fuego en Roma como protesta contra la Iglesia católica por la homofobia.
- 1999: Michael Jordan deja la NBA.
- 1999: la crisis que afronta Brasil provoca el pánico en todos los mercados financieros internacionales.
- 1999: médicos estadounidenses injertan por primera vez piel artificial a un bebé.
- 2000: el papa Juan Pablo II acepta la renuncia de José María Setién, obispo de San Sebastián.
- 2001: en El Salvador, un terremoto de magnitud 8,0 en la escala de Richter produce cerca de 944 muertos y pérdidas económicas calculadas en 3 000 millones de dólares.
- 2001: en Vitoria, 50 000 personas acuden a la manifestación convocada por la Iglesia vasca contra el terrorismo de la banda ETA.
- 2002: en el centro de Bilbao, la banda terrorista ETA hace explotar un coche bomba.
- 2002: un incendio que duró más de quince días, en las zonas cercanas a Sídney (Australia), fue considerado por su intensidad uno de los que mayores daños ha causado.
- 2006: en Acassuso (Buenos Aires) roban 147 cajas de seguridad de la sucursal del Banco Río. Es considerado el «robo del siglo».
- 2008: renuncia el presidente de Interpol, Jack Selebi, tras ser removido de la jefatura de policía de Sudáfrica al enfrentar acusaciones de corrupción.
- 2011: en Sicilia (Italia) erupciona el volcán Etna.
- 2012: en las inmediaciones de la isla del Giglio, en la costa italiana de la Toscana sucede el accidente del barco Costa Concordia con 32 muertos.
- 2018: en Hawái, (Estados Unidos de América), se envía por error una alerta nuclear.[2]
- 2021: El papa Francisco fue inmunizado contra el COVID-19 con la vacuna de Pfizer. El mismo día, Evo Morales, presidente de Bolivia, confirmó ser positivo de COVID-19.
- 2021: En Estados Unidos, el Congreso comenzó el debate sobre el juicio político a Donald Trump a ocho días del cambio del mandato.[3]
- 2021: En Indiana, se le aplicó inyección letal a una mujer después de siete décadas. Se trata de Lisa Montgomery, única mujer estadounidense que esperaba la pena capital.[4]
- 2021: En Estonia, tras un escándalo de corrupción en Tallin, renuncia el primer ministro Jüri Ratas junto a todo su gobierno.[5]
- 2022: Se produce el cierre de los servidores de los videojuegos Halo 3, Halo 3: ODST, Halo 4, Halo: Combat Evolved Anniversary, Halo: Reach, Halo: Spartan Assault y Halo Wars en las consolas de Xbox 360.[1]

## Nacimientos
- 101: Lucio Elio César, César romano (f. 138).
- 915: Alhakén II, califa cordobés (f. 976).
- 1334: Enrique II de Castilla, rey de Castilla (f. 1379).
- 1596: Jan van Goyen, pintor paisajista neerlandés (f. 1656).
- 1635: Philipp Jacob Spener, teólogo alemán (f. 1705).
- 1674: Prosper Jolyot de Crébillon, dramaturgo francés (f. 1762).
- 1690: Gottfried Heinrich Stölzel, compositor alemán (f. 1749).
- 1743: Jacinto Castañeda, religioso y misionero español (f. 1773).
- 1749: Friedrich Müller, poeta, dramaturgo y pintor alemán (f. 1825).
- 1777: Elisa Bonaparte, personalidad francesa (f. 1820).
- 1804: Paul Gavarni, caricaturista francés (f. 1866).
- 1805: Paquiro (Francisco Montes Reina), torero español (f. 1851).
- 1810: Ernestine L. Rose, activista estadounidense (f. 1892).
- 1828: John Peake Knight, ingeniero británico (f. 1886).
- 1832: Horatio Alger, escritor estadounidense (f. 1899).
- 1840: Gumersindo de Azcárate, político español (f. 1917).
- 1844: Joaquín Rucoba, arquitecto español (f. 1919).
- 1845: François Félix Tisserand, astrónomo francés (f. 1896).
- 1859: Kostís Palamás, poeta griego (f. 1943).
- 1864: Wilhelm Wien, físico alemán, premio nobel de física en 1911 (f. 1928).
- 1866: Vasili Kalínnikov, compositor ruso (f. 1900)
- 1869: Manuel Filiberto de Saboya-Aosta, aristócrata italiano (f. 1931).
- 1874: Carlos Climent Garcés, héroe de Cascorro y teniente honorario del ejército español (f. 1954).
- 1875: Gumersindo Torres, médico y político venezolano (f. 1947).
- 1876: Juan Sánchez Azcona, periodista, político y diplomático mexicano (f. 1938).
- 1884: Andrés Figueroa Figueroa, militar y político mexicano (f. 1936).
- 1887: Sophie, actriz y cantante ucraniana (f. 1966).
- 1890: Primo Mazzolari, sacerdote italiano (f. 1959).
- 1891: Miguel Agustín Pro, beato mexicano (f. 1927).
- 1893: Clark Ashton Smith, escritor estadounidense (f. 1961).
- 1902: Gueorgui Malenkov, político soviético (f. 1988).
- 1906: Zhou Youguang, lingüista chino, reconocido como el «padre del (hanyu) pinyin», la romanización oficial del mandarín en la República Popular China (f. 2017)
- 1909: Marinus van der Lubbe, comunista neerlandés (f. 1934).
- 1910: Yannis Tsarouchis, pintor griego (f. 1989).
- 1911: Carmen Caballero Camarillo, profesora, política y activista mexicana (f. 1991)
- 1913: Enedina Alves Marques, ingeniera civil brasileña, primera ingeniera negra del país (f. 1981)
- 1914: Osa Massen, actriz danesa (f. 2006).
- 1919: Robert Stack, actor estadounidense (f. 2003).
- 1920: Eduardo Carretero, escultor español (f. 2011).
- 1924: Paul Feyerabend, filósofo austriaco (f. 1994).
- 1924: Roland Petit, coreógrafo francés (f. 2011).
- 1925: Martha Hildebrandt, lingüista y política peruana (f. 2022).
- 1925: Rosemary Murphy, actriz estadounidense (f. 2014).
- 1925: Gwen Verdon, actriz estadounidense (f. 2000).
- 1926: Robert Sokal, antropólogo austríaco (f. 2012).
- 1926: Mario Trejo, escritor argentino (f. 2012).
- 1927: Sydney Brenner, biólogo británico (f. 2019).
- 1929: Kiva Maidánik, historiador y politólogo soviético (f. 2006).
- 1930: Teresa March, escritora española (f. 2001).
- 1931: Ian Hendry, actor británico (f. 1984).
- 1933: Ron Goulart, escritor estadounidense (f. 2022).
- 1935: Marcos Aguinis, escritor argentino.
- 1936: Tomás Rolan, futbolista uruguayo (f. 2014).
- 1938: Daevid Allen, cantante, guitarrista y compositor australiano (f. 2015).
- 1938: Richard Anthony, cantante francés (f. 2015).
- 1938: Cabu, dibujante francés (f. 2015).
- 1938: William B. Davis, actor canadiense.
- 1938: Gregorio Peces-Barba, político español (f. 2012).
- 1939: Julio Ricardo, periodista deportivo argentino.
- 1940: Juan Ramón, actor y cantante argentino (f. 2020).
- 1941: Pasqual Maragall, político español.
- 1941: Walid Mualem, político sirio (f. 2020).
- 1946: Freddy Artiles, dramaturgo y titiritero cubano (f. 2009).
- 1946: Mirta Busnelli, actriz argentina.
- 1947: Carles Rexach, jugador y entrenador de fútbol español.
- 1948: Mimí Pons, actriz y vedette argentina.
- 1950: John McNaughton, cineasta estadounidense.
- 1951: Kim Manners, director y productor de televisión estadounidense (f. 2009).
- 1952: Pekka Pohjola, músico finlandés (f. 2008).
- 1954: Trevor Rabin, guitarrista sudafricano, de la banda Yes.
- 1955: Eduardo Bonvallet, futbolista, comentarista deportivo y locutor chileno (f. 2015).
- 1956: Alejandro Carlos Biondini, político argentino.
- 1956: Taye Atske Selassie, diplomático y político etíope, Presidente de Etiopía desde 2024.
- 1957: Lorrie Moore, escritora estadounidense.
- 1957: Ingrid Pelicori, actriz argentina.
- 1957: Daniel Scioli, político, exmotonauta y empresario argentino.
- 1958: Paco Buyo, futbolista español.
- 1959: James LoMenzo, músico estadounidense, de la banda Megadeth.
- 1960: Eric Betzig, físico y químico estadounidense.
- 1961: Wayne Coyne, cantante estadounidense, de la banda The Flaming Lips.
- 1961: Julia Louis-Dreyfus, actriz estadounidense.
- 1964: Penelope Ann Miller, actriz estadounidense.
- 1965: Bill Bailey, cómico, músico y actor británico.
- 1966: Patrick Dempsey, actor estadounidense.
- 1966: Maria de la Pau Janer, escritora española.
- 1968: Yōko Nagayama, cantante japonesa de música enka.
- 1968: Traci Bingham, actriz y modelo estadounidense.
- 1969: Stefania Belmondo, esquiadora de esquí de fondo italiana.
- 1969: Luciano Giugno "El Tirri", músico y compositor argentino, de la banda Los Fabulosos Cadillacs.
- 1969: Stephen Hendry, jugador británico de snooker.
- 1969: Fernando Ruiz Díaz, músico argentino, de la banda Catupecu Machu.
- 1969: Beatriz Gutiérrez Müller, escritora, periodista, profesora e investigadora mexicana.
- 1970: Keith Coogan, actor estadounidense.
- 1970: Marco Pantani, ciclista italiano (f. 2004).
- 1970: Shonda Rhimes, guionista, directora y productora estadounidense.
- 1971: Juan Castro, periodista argentino (f. 2004).
- 1972: Nicole Eggert, actriz estadounidense.
- 1972: Vitaly Scherbo, gimnasta bielorruso.
- 1973: Juan Diego Flórez, tenor lírico peruano.
- 1973: Raquel Sánchez Silva, periodista y presentadora de televisión española.
- 1976: Michael Peña, actor estadounidense.
- 1976: Bic Runga, cantante neozelandesa.
- 1976: Mario Yepes, futbolista colombiano.
- 1976: Leandro Palladino, baloncestista argentino.
- 1976: Magno Alves, futbolista brasileño.
- 1976: Arturo Guzmán Decena, terrorista mexicano, fundador de Los Zetas (f. 2002).
- 1977: Orlando Bloom, actor británico.
- 1977: El Chivi (José Córdoba), cantautor español.
- 1977: Cayetano Rivera Ordóñez, torero español.
- 1977: Aurora Gil Castro, actriz mexicana.
- 1977: Agusti Pol, futbolista andorrano.
- 1978: Augusto Andaveris, futbolista boliviano.
- 1979: Gorka Otxoa, actor español.
- 1979: Fernando Zagharian, futbolista argentino.
- 1979: María de Villota, pilota española de Fórmula 1 (f. 2013).
- 1980: Akira Kaji, futbolista japonés.
- 1981: Shad Gaspard, luchador profesional estadounidense (f. 2020).
- 1981: Luis Zubeldía, futbolista y entrenador argentino.
- 1981: Jason James, bajista galés.

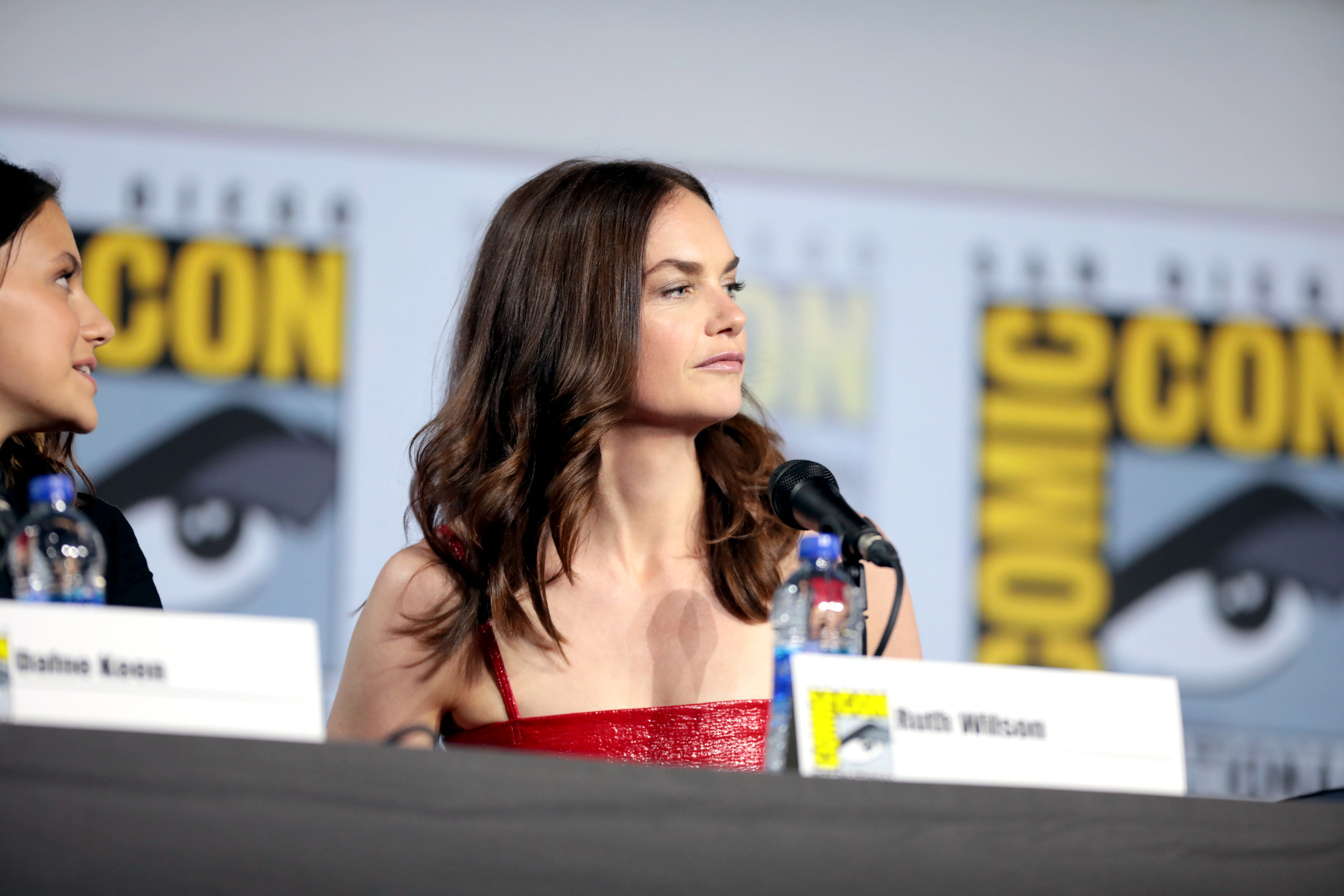
Ruth Wilson

- 1982: Guillermo Coria, tenista argentino.
- 1982: Barri Griffiths, luchador profesional británico.
- 1982: Ruth Wilson actriz británica.
- 1982: Alessandro Livi, futbolista italiano.

Luis Francisco Ruiz Aguilar

- 1983: William Hung, cantante chino, participante de American Idol.
- 1983: Ronny Turiaf, baloncestista francés.
- 1983: Zé Castro, futbolista portugués.
- 1983: Raúl Ferro, futbolista uruguayo.
- 1983: Chikau Mansale, futbolista vanuatuense.
- 1983: Luis Francisco Ruiz Aguilar, médico y político colombiano, Gobernador de Caquetá desde 2024.
- 1984: Kepa Blanco, futbolista español.
- 1984: Cindy Lords, actriz pornográfica húngara.
- 1984: Alejandro García Torre, futbolista español.
- 1984: Jorge García Torre, futbolista español.
- 1984: Mayuli Martínez Simón, política mexicana.
- 1985: Ernesto Goñi, futbolista uruguayo.
- 1985: Souleymane Bamba, futbolista y entrenador marfileño (f. 2024).
- 1986: Joannie Rochette, patinadora canadiense.
- 1987: Lee Seung-gi, actor y cantante surcoreano
- 1988: Tomás Rincón, futbolista venezolano.
- 1988: Artjoms Rudņevs, futbolista letón.
- 1989: Beau Mirchoff, actor estadounidense.
- 1989: Andrew Redmayne, futbolista australiano, conocido por bailar al atajar el penal definitivo a Perú rumbo a Catar 2022.
- 1989: Andy Allo, actriz estadounidense.
- 1990: Nicolás Blandi, futbolista argentino.
- 1990: Liam Hemsworth, actor australiano.
- 1990: Raymon Gaddis, futbolista estadounidense.
- 1991: Bogdán Butkó, futbolista ucraniano.
- 1991: Hara, actriz y cantante surcoreana (f. 2019).
- 1992: Santiago Arias, futbolista colombiano.
- 1992: Madson Ferreira dos Santos, futbolista brasileño.
- 1992: Marnick Vermijl, futbolista belga.
- 1992: Dinah Pfizenmaier, tenista alemana.
- 1993: Tyler Barnhardt, actor estadounidense.
- 1993: Rubén Herráiz Alcaraz, futbolista español.
- 1993: Alhassan Kamara, futbolista sierraleonés.
- 1993: Uffe Bech, futbolista danés.
- 1993: Pieros Sotiriou, futbolista chipriota.
- 1994: Matthew Dunn, futbolista estadounidense.
- 1994: Jon Ander Amelibia, futbolista español.
- 1994: Adam Woodbury, baloncestista estadounidense.
- 1995: Natalia Dyer, actriz estadounidense.
- 1995: Carlos Ponck, futbolista caboverdiano.
- 1996: Eros Vlahos, actor británico.
- 1996: Oliver Sail, futbolista neozelandés.
- 1996: Germán Ferreyra, futbolista argentino.
- 1996: Aníta Hinriksdóttir, atleta islandesa.
- 1996: Kamil Majchrzak, tenista polaco.
- 1996: Harry Purcell, atleta irlandés.
- 1996: Christian Tovar, futbolista mexicano.
- 1996: Nikos Vergos, futbolista griego.
- 1996: Martin Marković, atleta croata.
- 1997: Egan Bernal, ciclista colombiano.
- 1997: Luis Fernando Díaz, futbolista colombiano.
- 1997: Diego Aguilar Millán, futbolista mexicano.
- 1997: Douglas Augusto Soares Gomes, futbolista brasileño.
- 1997: João Basso, futbolista brasileño.
- 1997: Dimitri Lavalée, futbolista belga.
- 1997: Henry Ellenson, baloncestista estadounidense.
- 1997: Diego Pettorossi, atleta italiano.
- 1998: Maxim Cojocaru, futbolista moldavo.
- 1998: Breein Tyree, baloncestista estadounidense.
- 1998: Rogério Oliveira da Silva, futbolista brasileño.
- 1998: Abdou Harroui, futbolista neerlandés-marroquí.
- 1998: Julián Chicco, futbolista argentino.
- 1998: Špela Rozmarič, futbolista eslovena.
- 1998: Gabrielle Daleman, patinadora artística sobre hielo canadiense.
- 1998: Liane Lippert, ciclista alemana.
- 1999: Gaëtan Poussin, futbolista francés.
- 1999: José Zevallos, futbolista peruano.
- 1999: José Enamorado, futbolista colombiano.
- 1999: Joel Fernández, futbolista argentino-boliviano.
- 1999: Andrés Galetto, futbolista argentino.
- 1999: Martina Kotwiła, atleta polaca.
- 1999: Emma García García, nadadora española.
- 1999: Hulvey, rapero estadounidense.
- 1999: Rebekah Tiler, halterófila británica.
- 1999: Isak Hien, futbolista sueco.
- 1999: Márius Fízeľ, judoca eslovaco.
- 1999: Ha Yul-ri, actriz surcoreana.
- 2000: Luis Fernando Gómez, futbolista ecuatoriano.
- 2000: Kazuki Tanaka, futbolista japonés.
- 2000: Carl Bengtström, atleta sueco.
- 2000: Bautista Barros Schelotto, futbolista argentino.
- 2000: Vladimir Screciu, futbolista rumano.
- 2000: Javier Armas, futbolista español.
- 2000: Juan Familia-Castillo, futbolista neerlandés-dominicano.
- 2002: Diego Medina Roman, futbolista boliviano.
- 2002: Frederik Vesti, piloto de automovilismo danés.
- 2003: Reece Ushijima, piloto de Fórmula 3 estadounidense-japonés.
- 2003: Guillermo Guaiquil, futbolista chileno.
- 2004: Roggerio Nyakossi, futbolista suizo.
- 2004: Mathis Castro-Ferreira, rugbista francés.
- 2005: Iker Bravo, futbolista español.
- 2005: Eva Brezalieva, gimnasta rítmica búlgara.
- 2005: Nick Verschuren, futbolista neerlandés.
- 2006: Reza Ghandipour, futbolista iraní.

## Fallecimientos
- 86 a. C.: Cayo Mario, político y militar romano (n. 157 a. C.).
- 47 a. C.: Ptolomeo XIII, faraón egipcio (n. 62 a. C.).
- 1151: Suger, historiador francés (n. 1081).
- 1590: Francisco de Salinas, músico español (n. 1513).
- 1599: Edmund Spenser, poeta británico (n. 1552).
- 1625: Jan Brueghel, el Viejo, pintor flamenco (n. 1568).
- 1691: George Fox, místico británico, fundador de los cuáqueros (n. 1624).
- 1766: Federico V, aristócrata dinamarqués, rey entre 1746 y 1776 (n. 1723).
- 1849: Francisco Ramón Vicuña, político, militar y presidente chileno (n. 1775).
- 1852: Fabian Gottlieb von Bellingshausen, marino y explorador ruso (n. 1778).
- 1854: Fructuoso Rivera, primer presidente uruguayo (n. 1784).
- 1861: Carlos Luis de Borbón y Braganza, pretendiente al trono español (n. 1818).
- 1864: Stephen Foster, compositor estadounidense (n. 1826).
- 1871: Henriette d'Angeville, escaladora francesa (n. 1794).
- 1885: Schuyler Colfax, político estadounidense (n. 1823).
- 1891: Manuel Alonso Martínez, político español (n. 1827).
- 1894: Jacques Pucheran, zoólogo y explorador francés (n. 1817).
- 1900: Peter Waage, químico noruego (n. 1833).
- 1906: Joaquín Villanueva, político argentino (n. 1831).
- 1910: Paul Hoecker, pintor alemán (n. 1845).
- 1916: Victoriano Huerta, presidente mexicano entre 1913 y 1914 (n. 1845).
- 1917: Anton Rehmann, geógrafo, botánico y explorador polaco (n. 1840).
- 1928: Sinesio Delgado, escritor español (n. 1859).
- 1929: Wyatt Earp, famoso alguacil estadounidense (n. 1848).
- 1932: Sofía de Prusia, reina consorte griega (n. 1870).
- 1934: Cassius Marcellus Coolidge, pintor estadounidense (n. 1844).
- 1941: James Joyce, escritor irlandés (n. 1882).
- 1948: Solomón Mijoels, actor y director de teatro ruso (n. 1890).
- 1956: Lyonel Feininger, pintor expresionista alemán (n. 1871).
- 1958: Edna Purviance, actriz estadounidense durante la era del cine mudo (n. 1895).
- 1961: Antonio Gallego Burín, periodista y político español (n. 1895).
- 1961: Blanche Ring, cantante estadounidense (n. 1871).
- 1964: Felisberto Hernández, escritor uruguayo (n. 1902).
- 1974: Salvador Novo, poeta, dramaturgo y cronista mexicano (n. 1904).
- 1978: Hubert Humphrey, vicepresidente estadounidense (n. 1911).
- 1980: Federico Berrueto Ramón, profesor y político mexicano (n. 1900).
- 1988: Chiang Ching-kuo, presidente taiwanés (n. 1910).
- 1995: Martha de los Ríos, cantante de folclore argentina (n. 1906).
- 2000: Elizabeth Kerr, actriz estadounidense (n. 1912).
- 2002: Guadalupe Dueñas, cuentista mexicana (n. 1920).
- 2002: Sixto Marco, pintor español (n. 1916).
- 2002: José María Sánchez Silva, escritor español (n. 1911).
- 2004: Joan Reventós, político español (n. 1927).
- 2004: Harold Shipman, asesino en serie británico (n. 1946).
- 2004: Abelardo Vicioso, poeta dominicano (n. 1930).
- 2004: Rafael Gambra, filósofo, profesor y pensador carlista español (n. 1920).
- 2005: Sorne Unzueta, escritora bilbaína (n. 1900).
- 2006: Raúl Anguiano, pintor mexicano (n. 1915).
- 2007: Michael Brecker, saxofonista estadounidense (n. 1949).
- 2008: Yoshihide Shinzato, maestro de karate japonés, fundador de una de las escuelas de karate más antiguas de Brasil (n. 1927)
- 2009: Nancy Bird-Walton, piloto australiana, pionera de la aviación (n. 1915).
- 2010: Andrés Pazos, actor español (n. 1945).
- 2010: Teddy Pendergrass, cantante estadounidense (n. 1950).
- 2011: José Aramburu Topete, militar español (n. 1918).
- 2011: Joaquín Colomer Sala, médico y político español (n. 1924).
- 2011: Ellen Stewart, directora y productora de teatro estadounidense (n. 1919).
- 2012: Miljan Miljanić, futbolista yugoslavo (n. 1930).
- 2012: Juan Antonio Usparitza Lecumberri, médico vasco y fundador de la Asociación de Ayuda en Carretera DYA (n. 1919).
- 2013: Lucero Galindo, actriz colombiana (n. 1939).
- 2013: Enzo Hernández, beisbolista venezolano (n. 1949).
- 2015: José Luis Moro, dibujante español (n. 1926).
- 2016: Ignacio Salas, presentador de televisión español (n. 1945).
- 2017: Horacio Guarany, cantor, compositor y escritor argentino (n. 1925).
- 2018: Julio Rocha López, dirigente del fútbol nicaragüense (n. 1950).
- 2020: Carlos Girón Gutiérrez, clavadista mexicano (n. 1954).
- 2020: Jaime Humberto Hermosillo, cineasta mexicano (n. 1942).
- 2021: Lisa Montgomery, homicida estadounidense (n. 1969).
- 2021: Siegfried Fischbacher, actor, adiestrador, animador y performer estadounidense de origen alemán (n. 1939).
- 2022: Arturo Frei Bolívar, político y abogado chileno (n. 1939).
- 2023: Julian Sands, actor británico (n. 1958).
- 2025: Oliviero Toscani, fotógrafo italiano (n. 1942).

## Celebraciones
- Día Mundial de la Lucha contra la Depresión.[6]

- Día Mundial del Chicle.

- Día del Sticker o Pegatina.

 Por países
(Por orden alfabético)
- Cabo Verde: 
  - Día de la Democracia.[7]

- Estados Unidos: 
  - Día del Americano Coreano. Conmemora la llegada de los primeros inmigrantes coreanos a Estados Unidos en 1903 y sus contribuciones a la sociedad.
  - Día de la Radiodifusión Pública.
(en inglés: Public Radio Broadcasting Day).
  - Día de Hacer Realidad tus Sueños.
(en inglés: Make Your Dream Come True Day).
  - Día Nacional del Melocotón Melba. Postre con melocotones, helado de vainilla y salsa de frambuesa.
  - Día Conmemorativo de Stephen Foster.
(en inglés: Stephen Foster Memorial Day).
  - Día de Culpar a Alguien Más.
  - Día de la Pausa para la Poesía. Una ocasión para que las personas exploren su lado romántico y se sumerjan en el encanto de la poesía. Este día es ideal para deleitarse con la lectura o escritura de poemas.

- Japón:
  - Día de la mayoría de edad.

- Venezuela:
  - Día del Artista Nacional.[8]

### Santoral católico

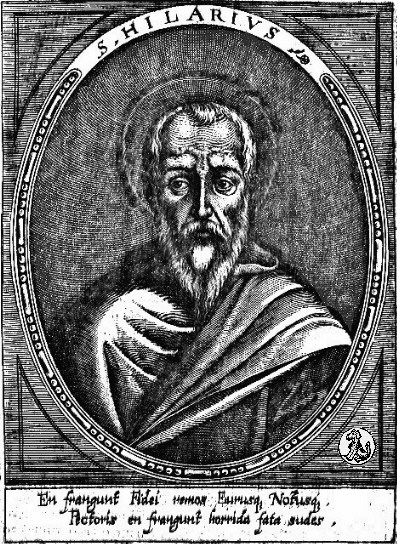
San Hilario de Poitiers.

- San Hilario de Poitiers, obispo y doctor de la Iglesia (367).[9](imagen ilustrativa).
- Santos Hermilio y Estratonico de Singidón, mártires (c. 310).
- San Agricio de Tréveris, obispo (c. 330).[10]
- San Remigio de Reims, obispo (c. 530).[11]
- San Kentigerno de Glasgow, obispo y abad (603/612).[12]
- San Pedro de Capitolias, presbítero y mártir (713).[13]
- Santos Gumersindo y Servideo de Córdoba, mártires (852).
- San Godofredo de Cappenberg, conde (1127).[14]
- Santa Juta o Iveta  de Huy (1228).
- Beata Verónica de Binasco Negroni, virgen (1497).[15]
- Santos Domingo Pham Trong Kham, Lucas Thin y José Pham Trong Tá, mártires (1859).
- Beato Emilio Szramek, presbítero y mártir (1942).

 Por países
(Por orden alfabético)
- Perú: 
  - Fiesta Religiosa del Señor de la Caída en Abancay.[16]